# Gunhild Larking

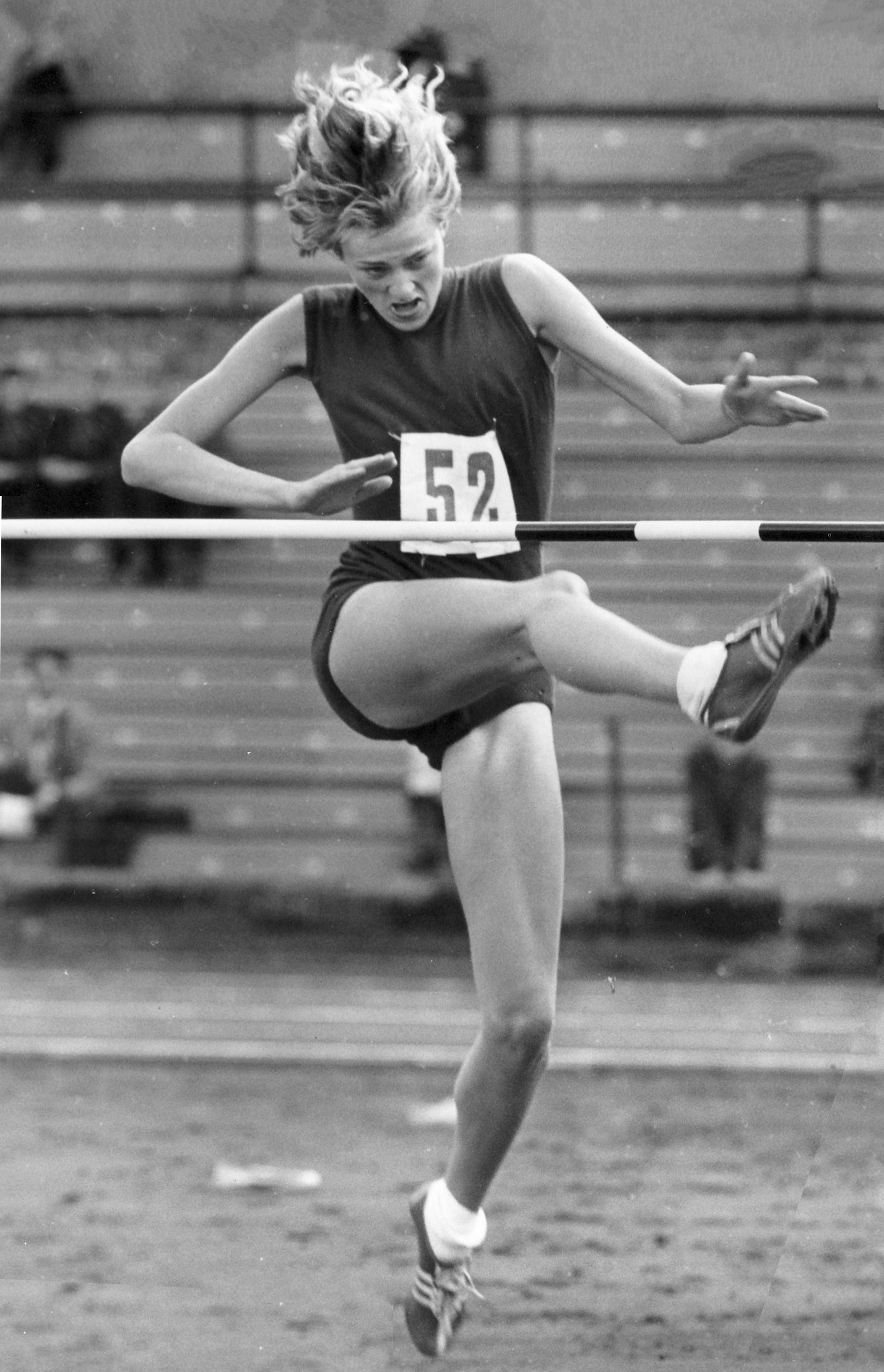
Gunhild Larking in den 1950er Jahren

Gunhild Larking (Gunhild Maria Larking, verheiratete Svärd; * 13. Januar 1936 in Jönköping) ist eine ehemalige schwedische Hochspringerin.
1952 wurde sie Neunte bei den Olympischen Spielen in Helsinki. Bei den Leichtathletik-Europameisterschaften 1954 in Bern und bei den Olympischen Spielen 1956 in Melbourne (mit ihrer persönlichen Bestleistung von 1,67 m) wurde sie jeweils Vierte.
Von 1952 bis 1956 wurde sie fünfmal in Folge Schwedische Meisterin.